# Атта Троль
«Атта Троль. Сон в летнюю ночь» (нем. Atta Troll. Ein Sommernachtstraum) — поэма Генриха Гейне, написанная им в 1841 году, впервые опубликованная в 1843 году. Наряду с поэмой «Германия. Зимняя сказка» знаменует кульминацию творческой зрелости поэта.
В предисловии к поэме Гейне сообщает, что написана она была поздней осенью 1841 года, хотя фактически первые упоминания о ней в его письмах относятся к октябрю 1842 года. Возможно, Гейне намеренно хоронологически сдвинул её на более ранний период, чтобы связать с нападками на его книгу «Людвиг Бёрне», опубликованную в 1840 году. Поэма была впервые опубликована в 1843 году на страницах лейпцигского литературного журнала «Zeitung für die elegante Welt» (рус. Мир изящного), №№ 1—10. Гейне  отдал поэму в эту газету желая поддержать её руководителя и своего друга  — Генриха Лаубе. Отдельным изданием поэма была впервые выпущена лишь в январе 1847 года гамбургским издательством «Hoffmann & Campe» в существенно переработанном виде. В редакции 1847 года у неё впервые появился подзаголовок «Сон в летнюю ночь».
Существует около десятка поэтических переводов поэмы на русский язык. Первый из них был выполнен выполнен Дмитрием Писаревым и впервые опубликован в 1860 году. В 1919 году поэму перевёл Николай Гумилёв. В советское время поэму переводили Лев Пеньковский, Поэль Карп, Вильгельм Левик.

## Публикации на русском языке
- Гейне Г. Атта-Троль. Сон в летнюю ночь / Перевод и предисловие П. А. Каленова. — М. : Т-во скоропеч. А. А. Левенсон, 1903. — 109 с.

- Атта Троль (Сон в летнюю ночь) / Перевод П. И. Вейнберга // Полное собрание сочинений Генриха Гейне / Под редакцией и с биографическим очерком П. И. Вейнберга. — М. : Издание А. Ф. Маркса, 1904. — Т. 6. — С. 297-360. — 439 с. — (Приложение к журналу «Нива» за 1904 г.).
- Гейне Г. Атта Троль / Перевод Л. М. Пеньковского; редакция и примечания Я. М. Металлова. — М.—Л. : Academia, 1936. — 230 с.
- Атта-Троль (Сон в летнюю ночь); Варианты и дополнения к «Атта-Троль» / Перевод В. В. Левика // Гейне Г. Собрание сочинений в десяти томах / Под общей редакцией Н. Я. Берковского, В. М. Жирмунского, Я. М. Металлова. — М. : ГИХЛ, 1957. — Т. 2 : Стихотворения. Поэмы / Редакция переводов и комментарии Н. Я. Берковского. — С. 181—264. — 408 с. — 85 000 экз.
- Гейне Г. Атта Троль. Сон в летнюю ночь / Перевод Н. П. Карпа; издание подготовили Н. А. Жирмунская, П. М. Карп; ответственный редактор В. Г. Адмони. — Л. : Наука (ленинградское отделение), 1978. — 160 с. — (Литературные памятники). — 50 000 экз.
- Гейне Г. Атта Троль. Сон в летнюю ночь / Перевод Н. С. Гумилёва; комментарии В. А. Зоргенфрея. — М. : Текст, 2016. — 252 с. — 2000 экз. — ISBN 978-5-7516-1363-1.